# دوروثي شاي
دوروثي شاي (بالإنجليزية: Dorothy Shay)‏ هي مغنية وممثلة أمريكية، ولدت في 21 أبريل 1921 في جاكسونفيل في الولايات المتحدة، وتوفيت في 22 أكتوبر 1978 في سانتا مونيكا في الولايات المتحدة بسبب نوبة قلبية.

## وصلات خارجية
- دوروثي شاي على موقع IMDb (الإنجليزية)
- دوروثي شاي على موقع ميوزك برينز (الإنجليزية)
- دوروثي شاي على موقع ديسكوغز (الإنجليزية)